# Bistum Girardota
Das Bistum Girardota (lat.: Dioecesis Girardotanensis, span.: Diócesis de Girardota) ist eine in Kolumbien gelegene römisch-katholische Diözese mit Sitz in Girardota. 

## Geschichte
Das Bistum Girardota wurde am 18. Juni 1988 durch Papst Johannes Paul II. mit der Apostolischen Konstitution Qui peculiari aus Gebietsabtretungen des Erzbistums Medellín errichtet und diesem als Suffraganbistum unterstellt.

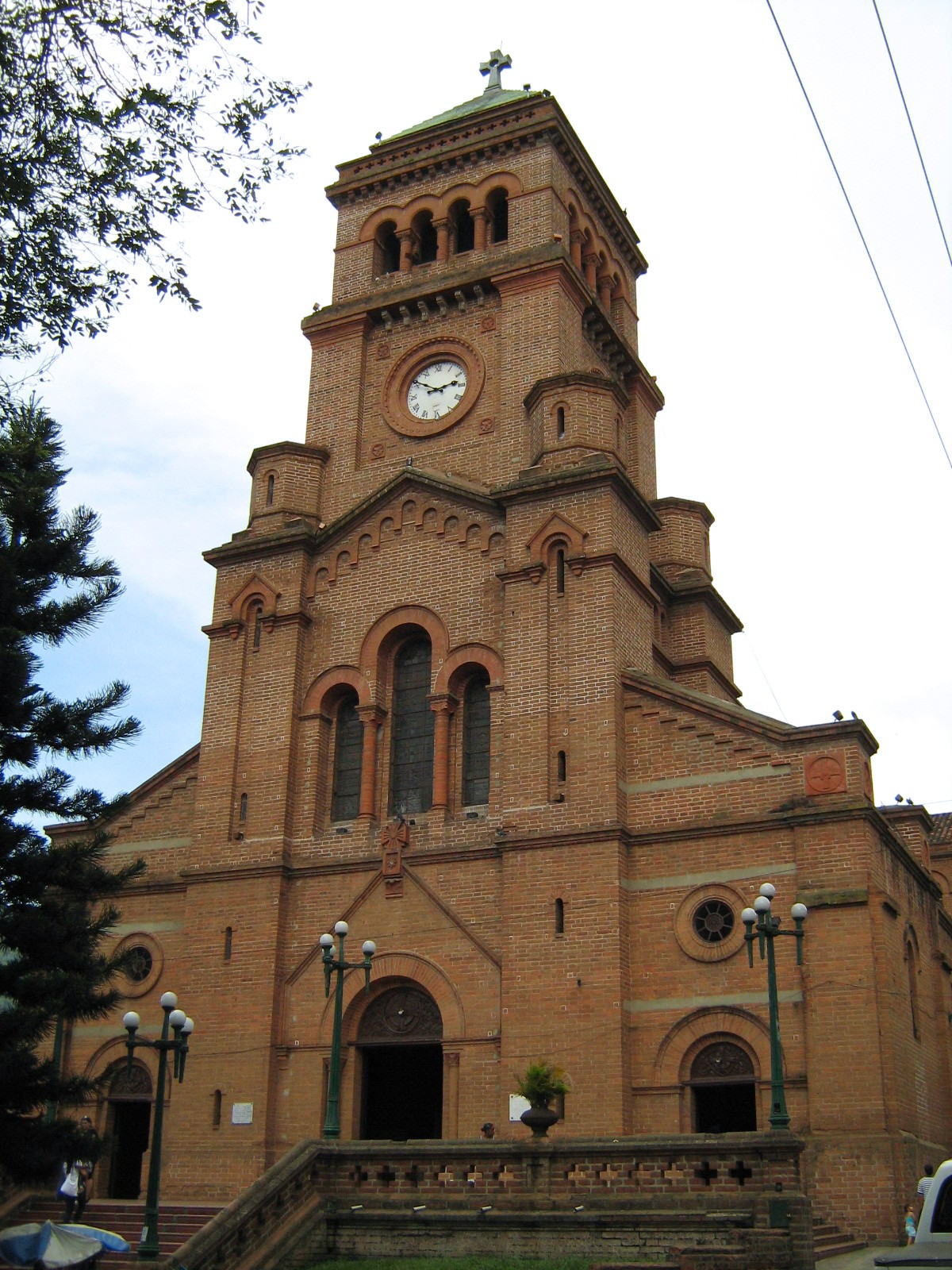
Kathedrale Nuestra Señora del Rosario in Girardota
Wappen des Bistums Girardota

## Bischöfe von Girardota
- Óscar Ángel Bernal, 1988–1996
- Héctor Ignacio Salah Zuleta, 1998–2005, dann Bischof von Riohacha
- Óscar González Villa, 2006
- Gonzalo Restrepo Restrepo, 2006–2009, dann Koadjutorerzbischof von Manizales
- Guillermo Orozco Montoya, 2010–2024
- Juan Manuel Toro Vallejo, seit 2024